# Lodewijk Wijchel
Lodewijk Wijchel (Borculo, 6 maart 1725 - Eibergen, 1798) was een Nederlandse schout.

## Afkomst
Wijchel werd geboren in 1725 als zoon van de protestant Simeon Wichel, luitenant en doctor in de rechten, en de Borculose schoolmeestersdochter Johanna Barbara van Santbergen. Hij was de oudste zoon; na hem werd nog een zoon Gerhardus Theodorus geboren, die Doerus genoemd werd. Doerus werd net als zijn vader militair en begon als cadet.
Lodewijk Wijchel trouwde op 10 augustus 1755 in de gereformeerde kerk van Geesteren met Maria Magdalena Avink, dochter van de predikant van Geesteren. Hun enige dochter Johanna Barbara Theodora (1757-1827) werd twee jaar later geboren.

## Bestuurlijke carrière
In 1769 werd Wijchel aangesteld als schepen in de Brabantse heerlijkheid Deurne. Zes jaar later volgde de benoeming tot schout van die heerlijkheid. Deze functie bekleedde hij 19 jaar. Na de inval van de Fransen in 1795 keerde hij terug naar de Achterhoek, waar hij in 1798 stierf.

## Nazaten
Wijchels dochter bleef, in tegenstelling tot haar vader, wel in Deurne wonen. Zij was in 1774 getrouwd met de secretaris Albertus Adrianus van Noort (1744-1799), met wie zij 6 kinderen kreeg. Zij zorgden voor nageslacht in Brabant.